# Bheemasamudra, Chitradurga
Bheemasamudra là một làng thuộc tehsil Chitradurga, huyện Chitradurga, bang Karnataka, Ấn Độ.